# Nguyễn Văn Hòa (nhà Tây Sơn)
Nguyễn Văn Hòa (阮文和) là một vị tướng của phong trào Tây Sơn trong lịch sử Việt Nam.

## Hành trạng
Nguyễn Văn Hòa tham gia phong trào Tây Sơn, khi Tây Sơn đánh ra Thăng Long lần thứ hai, ông là thuộc tướng của Tiết chế Vũ Văn Nhậm.
Nguyễn Hữu Chỉnh thua trận Châu Cầu, chạy về núi Tam Tầng tiếp tục chống cự. Nguyễn Huệ sai Ngô Văn Sở, Phan Văn Lân ra Nghệ An, theo quyền tiết chế của Vũ Văn Nhậm đưa quân ra Bắc hỏi tội Nguyễn Hữu Chỉnh. Nguyễn Văn Hòa cùng Tư mã Ngô Văn Sở, Nội hầu Phan Văn Lân đánh bại giết chết Nguyễn Hữu Du. Nguyễn Hữu Chỉnh bỏ chạy bị Nguyễn Văn Hòa bắt sống giải về Thăng Long. Sau đó Vũ Văn Nhậm đã giết chết Nguyễn Hữu Chỉnh.
Sau đó Nguyễn Văn Hòa được phong làm Trấn thủ Kinh Bắc, tước Quang Hòa hầu.
Khi quân Thanh kéo qua phò lập Chiêu Thống, Nguyễn Văn Hòa cùng tướng Ngô Văn Sở thu quân về Tam Điệp đợi đại quân từ Phú Xuân kéo ra.
Hành trạng của ông sau chiến thắng Kỷ Dậu không rõ. Tuy nhiên theo Đại Nam Thực Lục thì khi Nguyễn Phúc Ánh bắc tiến Đô đốc Trần Văn Hòa ra hàng. Có khả năng tên thật của Nguyễn Văn Hòa là Trần Văn Hòa, do quân công lớn nên ông được ban quốc tính, do vậy sử sách đôi lúc ghi thành Nguyễn Văn Hòa.